# Szabó
Szabó [ˈsɒboː] bzw. Szabo ist ein ungarischer Familienname.

## Herkunft und Bedeutung
Der ungarische Name Szabó entspricht wörtlich dem deutschen Familiennamen Schneider; die eingedeutschte Schreibweise lautet Sabo.

## Aussprache
Ungarisch [ˈsɒboː].

## Namensträger

### A
- Ádám Szabó (Bildhauer) (* 1972), ungarischer Bildhauer und Installationskünstler
- Ádám Szabó (Archäologe) (Ádám Sándor Nagyernyei-Szabó; * 1973), ungarischer Archäologe, Historiker und Museumskurator
- Ádám Szabó (Fußballspieler, 1985) (* 1985), ungarischer Fußballtorhüter
- Ádám Szabó (Fußballspieler, 1988) (* 1988), ungarischer Fußballspieler
- Ádám Szabó (Musiker) (* 1992), ungarischer Musiker und Sänger
- Ádám Szabó (Fußballspieler, 1996) (* 1996), ungarischer Fußballspieler
- Adrian Szabo (* 1960), rumänischer Fußballspieler und -trainer
- Alpár József Szabó (* 1990), ungarischer Volleyballspieler
- András Cserna-Szabó (* 1974), ungarischer Schriftsteller
- Anna Szabó (* 2004), ungarische Handballspielerin
- Antal Szabó (1910–1958), ungarischer Fußballtorhüter
- Árpád Szabó (1913–2001), ungarischer Altphilologe und Wissenschaftshistoriker
- Attila Szabo (Biophysiker) (* 1947), ungarischer Chemiker und Biophysiker
- Attila Szabó (Kanute, 1963) (* 1963), ungarischer Kanute
- Attila Szabó (Kanute, 1966) (* 1966), slowakischer Kanute
- Attila Szabó (Leichtathlet) (* 1984), ungarischer Zehnkämpfer
- Attila Szabó (Triathlet) (* 1988), ungarischer Duathlet und Triathlet

### B
- Balázs Szabó (* 1985), ungarischer Organist und Orgelsachverständiger
- Barbara Szabó (* 1990), ungarische Hochspringerin
- Beatrix Szabó (* 1995), ungarische Dreispringerin
- Bence Szabó (Fechter, 1962) (* 1962), ungarischer Fechter
- Bence Szabó (Skirennläufer) (* 1986), ungarischer Skirennläufer
- Bence Szabó (Fußballspieler) (* 1990), ungarischer Fußballspieler
- Bence Szabo (Fechter, 1992) (* 1992), ungarischer Fechter
- Bence Szabó (Schachspieler) (* 1994), ungarischer Schachspieler
- Bence Szabó (Eishockeyspieler) (* 1998), ungarischer Eishockeyspieler
- Brett Szabo (* 1968), US-amerikanischer Basketballspieler
- Briana Szabó (* 2005), rumänische Tennisspielerin

### C
- Christa Deuticke-Szabo (1894–1958), österreichische Eiskunstläuferin und Malerin
- Christine Szabo-Engelmann (1874–1959), österreichische Eiskunstläuferin, Mutter der vorigen

### D
- Dániel Szabó (Musiker) (* 1975), ungarischer Jazzmusiker
- Dániel Szabó (Eishockeyspieler) (* 1995), ungarischer Eishockeyspieler
- Dániel Szabó (Leichtathlet) (* 1997), ungarischer Leichtathlet
- Dániel Szabó (Footballspieler) (* 1998), ungarischer American-Football-Spieler
- Denis Szabo (1929–2018), ungarisch-kanadischer Kriminologe
- Dezső Szabó (Schriftsteller) (1879–1945), ungarischer Schriftsteller
- Dezső Szabó (Schachspieler), ungarischer Schachspieler
- Dezső Szabó (Leichtathlet) (* 1967), ungarischer Zehnkämpfer
- Dorka Drahota-Szabó (* 2002), ungarisch-deutsche Tennisspielerin

### E
- Ecaterina Szabó (* 1968), rumänische Turnerin
- Erika Szabó (Politikerin) (* 1959), ungarische Politikerin und Abgeordnete
- Erika Szabó (Fußballspielerin) (* 1974), ungarische Fußballnationalspielerin
- Erika Szabó (Schauspielerin) (* 1984), ungarische Schauspielerin
- Ernő Szabó (1900–1966), ungarischer Schauspieler
- Ervin Szabó (1877–1918), ungarischer Bibliothekar, Soziologe und sozialistischer Theoretiker
- Eva Brunner-Szabo (1961–2012), österreichische Künstlerin

### F
- Ferenc Szabó (Komponist) (1902–1969), ungarischer Komponist
- Ferenc Szabó (Fußballspieler, 1921) (1921–2009), ungarischer Fußballspieler
- Ferenc Szabó (Fußballspieler, 1956) (* 1956), ungarischer Fußballspieler
- Ferenc Szabó (Judoka) (1948–2025), ungarischer Judoka
- Franz A. J. Szabo (* 1946), österreichischer Historiker

### G
- Gábor Szabó (Fußballspieler) (1902–1950), ungarischer Fußballspieler
- Gábor Szabó (Musiker) (1936–1982), ungarischer Jazzgitarrist
- Gabor Szabo (Judoka) (* 1967), australischer Judoka
- Gábor Szabó (Mediziner) (* 1969), ungarischer Herzchirurg
- Gábor Szabó jr. (* 1991), ungarischer Springreiter
- Gabriela Szabo (* 1975), rumänische Leichtathletin und Sportfunktionärin
- Gabriella Szabó (Tischtennisspielerin) (* 1959), ungarische Tischtennisspielerin
- Gabriella Szabó (Kanutin) (* 1986), ungarische Kanutin
- Gellért Szabó (* 1992), deutscher Gitarrist, Dirigent und Komponist
- Gergely-Andras-Gyula Szabo (* 1983), rumänischer Schachspieler
- Geza Szabo (1940–1993), rumänischer Eishockeyspieler
- György Szabó (Fußballspieler, 1921) (1921–1962), ungarischer Fußballspieler
- György Szabó (Fußballspieler, 1942) (* 1942), ungarischer Fußballspieler
- Gyula Szabó (Schauspieler) (1930–2014), ungarischer Schauspieler
- Gyula Szabó (Fußballspieler) (* 1937), ungarisch-österreichischer Fußballspieler
- Gyula Szabó (1940–2003), rumänischer Eishockeyspieler, siehe Iuliu Szabo
- Gyula Szabó (Boxer) (1943–2023), ungarischer Boxer
- Gyula Szabó (Sportschütze) (* 1947), ungarischer Sportschütze
- Gyula Szabó (Künstler) (* 1952), Maler, Grafikdesigner und Animator
- Gyula M. Szabó (* 1979), ungarischer Astronom

### H
- Herma Szabó (1902–1986), österreichische Eiskunstläuferin

### I
- Ioan Szabó (1836–1911), rumänischer Geistlicher, Bischof von Cluj-Gherla
- István Szabó (Politiker, 1863) (1863–1924), ungarischer Politiker und Minister
- István Szabó (Politiker, 1878) (1878–1938), ungarischer Politiker und Minister
- István Szabó (Ingenieur) (1906–1980), ungarisch-deutscher Ingenieur und Mathematiker
- István Szabó (Architekt) (1914–1988), ungarischer Architekt
- István M. Szabó (Generalmajor) (* 1923), ungarischer Generalmajor
- István Szabó (Politiker) (1924–2017), ungarischer Politiker
- István Szabó (* 1938), ungarischer Filmregisseur
- István Szabó (Fußballspieler) (* 1939), Schweizer Fußballspieler und -trainer
- István Szabó (Kanute) (* 1950), ungarischer Kanute
- István Szabó (Fußballtrainer) (* 1967), ungarischer Fußballtrainer
- Iuliu Szabo (Gyula Szabo; 1940–2003), rumänischer Eishockeyspieler

### J
- János Szabó (Maler) (1790–1851), ungarischer Maler
- János Szabó (Mediziner) (1790–1861), ungarischer Augenarzt
- János Szabó (Pastor) (1835–1902), ungarischer Pastor und Dechant
- János Szabó (Fußballspieler, 1912) (1912–nach 1962), ungarischer Fußballspieler
- János Szabó (Bauingenieur) (1920–2012), ungarischer Bauingenieur und Hochschullehrer
- János Szabó (Politiker, 1937) (1937–2021), ungarischer Politiker und Agrarminister
- János Szabó (Politiker, 1941) (* 1941), ungarischer Politiker
- János Szabó (Leichtathlet) (1945–2017), ungarischer Leichtathlet
- János Szabó (Schiedsrichter) (1951–2016), ungarischer Fußballschiedsrichter
- János Szabó (Rennfahrer) (1957–2025), ungarischer Motorradrennfahrer
- János Szabó (Fußballspieler, 1978) (* 1978), ungarischer Fußballspieler
- János Szabó (Fußballspieler, 1989) (* 1989), ungarischer Fußballspieler
- Jenő Szabó (1893–1947), ungarischer Fußballspieler
- József Szabó (Bischof) (1805–1884), österreichisch-ungarischer Geistlicher, Weihbischof von Esztergom-Budapest
- József Szabó (Geologe) (1822–1894), österreichisch-ungarischer Geologe und Hochschullehrer
- József Szabó (Mediziner) (1874–1938), ungarischer Mediziner
- József Szabó (Fußballspieler, 1896) (1896–1973), ungarischer Fußballspieler und -trainer
- József Szabó (Fußballspieler, 1940) (* 1940), sowjetisch-ungarischer Fußballspieler und -trainer
- József Szabó (Fußballspieler, 1956) (* 1956), ungarischer Fußballspieler
- József Szabó (Musiker) (1925–1965), ungarischer Jazzmusiker
- József Szabó (Schwimmer) (* 1969), ungarischer Schwimmer
- Judit Szabó (1925–2010), ungarische Schriftstellerin
- Julius Szabó (* 1933), rumänischer Schachspieler

### K
- Kálmán Szabó (Turner), ungarischer Turner
- Kálmán Szabó (Fußballspieler) (* 1980), ungarischer Fußballspieler
- Karolina Szabó (* 1961), ungarische Leichtathletin
- Károly Szabó (1916–1964), ungarischer Botschaftsangestellter
- Károly Ferenc Szabó (1943–2011), rumänischer Politiker
- Kristóf Szabó (* 1968), ungarischer Schauspieler
- Krisztián Szabó (* 1989), ungarischer Schachspieler

### L
- Lajos Szabó (1902–1967), ungarischer Philosoph
- Lajos Szabó (Radsportler) (1931–2015), ungarischer Radrennfahrer
- Lajos Szabó (Ringer) (* 1956), ungarischer Ringer
- László Szabó (Ruderer) (1908–1992), ungarischer Ruderer
- László Szabó (Bildhauer) (1917–1984), ungarisch-französischer Bildhauer
- László Szabó (Schachspieler) (1917–1998), ungarischer Schachspieler
- László Szabó (Linguist) (1922–2008), ungarisch-kanadischer Sprachwissenschaftler
- László Szabó (Fußballspieler, 1934) (* 1934), ungarischer Fußballspieler
- László Szabó (Rennfahrer) (1934–2020), ungarischer Motorradrennfahrer
- László Szabó (Schauspieler) (* 1936), ungarischer Schauspieler
- László Szabó (Fechter), ungarischer Fechter, Fechtlehrer und Autor
- László Szabó (Handballspieler, 1945) (* 1945), ungarischer Handballspieler
- László Szabó (Ringer, 1946) (* 1946), ungarischer Ringer
- László Szabó (Fußballspieler, 1953) (* 1953), ungarischer Fußballspieler
- László Szabó (Kanute) (* 1953), ungarischer Kanute
- László Szabó (Leichtathlet) (* 1955), ungarischer Kugelstoßer
- László Szabó (Handballspieler, 1955) (* 1955), ungarischer Handballspieler
- László Szabó (Fußballspieler, 1989) (* 1989), ungarischer Fußballspieler
- László Szabó (Ringer, 1991) (* 1991), ungarischer Ringer
- Laura Szabó (* 1997), ungarische Handballspielerin
- Lőrinc Szabó (1900–1957), ungarischer Schriftsteller

### M
- Magda Szabó (1917–2007), ungarische Schriftstellerin
- Matyas Szabo (* 1991), deutscher Fechter
- Miklós Szabó (Mittelstreckenläufer) (1908–2000), ungarischer Leichtathlet
- Miklós Szabó (Langstreckenläufer) (1928–2022), ungarischer Leichtathlet
- Miklos Szabo (Judoka) (* 1955), ungarisch-australischer Judoka
- Miklós Géza Zilahi-Szabó (* 1936), ungarisch-deutscher Informatiker, siehe Miklós Géza Zilahy
- Milán Szabó (* 1990), ungarischer Biathlet und Skilangläufer
- Miloslav Szabó (* 1974), slowakischer Historiker und Germanist
- Mónika Szabó-Kovacsicz (* 1983), ungarische Handballspielerin und -trainerin

### N
- Nick Szabo (* 1964), Informatiker, Rechtswissenschaftler und Kryptograph
- Nikolett Szabó (Judoka) (* 1979), ungarische Judoka
- Nikolett Szabó (Leichtathletin) (* 1980), ungarische Speerwerferin

### O
- Olga Szabó-Orbán (1938–2022), rumänische Fechterin

### P
- Paul Szabo (* 1962), kanadischer Rugby-Union-Spieler
- Péter Szabó (Fußballspieler) (1899–1963), ungarischer Fußballspieler und -trainer
- Péter Szabó (Schwimmer) (* 1968), ungarischer Schwimmer
- Péter Szabó (Handballspieler) (* 1979), ungarischer Handballtorwart
- Peter Szabó (Eishockeyspieler) (* 1981), slowakischer Eishockeyspieler
- Péter Szentmihályi Szabó (1945–2014), ungarischer Schriftsteller und Übersetzer

### R
- Reka Lazăr-Szabo (* 1967), rumänische Fechterin
- Richard Szabo (* 1966), britischer Physiker und Hochschullehrer

### S
- Sacha Szabo (* 1969), deutscher Unterhaltungswissenschaftler
- Sándor Szabó (Fechter) (1941–1992), ungarischer Fechter
- Sándor Szabó (Schwimmer) (1951–2021), ungarischer Schwimmer
- Sándor Szabó (Musiker) (* 1956), ungarischer Musiker
- Stefan Szabo (1911–1954), rumänischer Schachspieler
- Steffen Szabo (* 1990), deutscher Koch
- Susan Szabo (* 1949), deutsche Psychologin und Schriftstellerin
- Susanne Szabo (* 1986), österreichische Modedesignerin
- Szádok Szabó (1869–1956), ungarischer Dominikaner und Theologe
- Szebasztián Szabó (* 1996), ungarischer Schwimmer
- Szilvia Szabó (* 1978), ungarische Kanutin

### T
- Tamás Szabó (Bischof) (* 1956), ungarischer Bischof
- Tamás Szabó (Leichtathlet) (* 1961), ungarischer Mittelstreckenläufer
- Thomas Szabó (1924–1993), ungarisch-französischer Physiologe
- Tímea Szabó (* 1976), ungarische Politikerin und Journalistin
- Tünde Szabó (Schwimmerin) (* 1974), ungarische Schwimmerin und Politikerin
- Tünde Szabó (Leichtathletin) (* 1989), ungarische Leichtathletin

### V
- Valerie Lorenz-Szabo (1916–1996), österreichische Schriftstellerin
- Viktoria Eschbach-Szabo (* 1956), Japanologin und Sprachwissenschaftlerin
- Viktória Szabó (* 1997), ungarische Fußballspielerin
- Vilmoș Szabo (* 1964), rumänischer Fechter und Fechttrainer
- Violette Szabó (1921–1945), französische Agentin des SOE und Widerstandskämpferin gegen den Nationalsozialismus

### W
- Wilhelm Szabo (1901–1986), österreichischer Schriftsteller

### Z
- Zita Szabó (* 1975), ungarische Triathletin
- Zoltán von Szabó (1882–1944), ungarischer Botaniker
- Zoltán Szabó (Schriftsteller) (1912–1984), ungarischer Schriftsteller und Herausgeber
- Zoltán Szabó (Künstler) (1928–2003), ungarischer Künstler
- Zoltán Szabó (Mediziner) (1929–2015), ungarischer Herzchirurg
- Zoltán Szabó (* 1951), deutsch-ungarischer Ökonom und Hochschullehrer, siehe Zoltan Sabov
- Zoltán Szabó (Politiker) (* 1955), ungarischer Politiker (MSZP)
- Zoltán Szabó (Mathematiker) (* 1965), ungarisch-US-amerikanischer Mathematiker
- Zoltán Szabó (Fußballspieler) (1972–2020), serbischer Fußballspieler und -trainer
- Zsolt Szabó (* 1961), niederländischer Politiker und Geschäftsmann
- Zsuzsa Szabó (* 1940), ungarische Mittelstreckenläuferin und Sprinterin
- Zsuzsanna Szabó-Olgyai (* 1973), ungarische Stabhochspringerin

## Andere Bedeutungen
- (113203) Szabó, Asteroid
- Szabo Bluff, Kliff im Marie-Byrd-Land, Antarktika